# Torfowisko Linie
Torfowisko Linie este o arie protejată (arie specială de conservare — SAC, sit de importanță comunitară — SCI) din Polonia întinsă pe o suprafață de 5,27 ha, integral pe uscat.

## Localizare
Centrul sitului Torfowisko Linie este situat la coordonatele 53°11′15″N 18°18′35″E / 53.1874°N 18.3098°E.

## Înființare
Situl Torfowisko Linie a fost declarat sit de importanță comunitară în august 2007 pentru a proteja un număr necunoscut de specii din flora spontană și fauna sălbatică aflate în arealul zonei. Situl a fost protejat și ca arie specială de conservare în februarie 2017.

## Biodiversitate
Situată în ecoregiunea continentală, aria protejată conține 2 habitate naturale: Turbării active, Mlaștini turboase de tranziție și turbării mișcătoare.
La baza desemnării sitului se află un număr nedeclarat de specii protejate.
Pe lângă speciile protejate, pe teritoriul sitului au mai fost identificate 5 specii de plante, 1 specie de amfibieni.